# Niederwil AG
| AG ist das Kürzel für den Kanton Aargau in der Schweiz. Es wird verwendet, um Verwechslungen mit anderen Einträgen des Namens Niederwil zu vermeiden. |

Niederwil (schweizerdeutsch: ˌnɪdərˈʋil) ist eine Einwohnergemeinde im Schweizer Kanton Aargau. Sie gehört zum Bezirk Bremgarten und besteht aus den Ortsteilen Niederwil, Nesselnbach und Gnadenthal. Die Gemeinde wurde vor 1890 zur Abgrenzung von Niederwil (Zofingen) (dem heutigen Rothrist) auch als Niederwil (Bremgarten) bezeichnet. Bis 1901 war Nesselnbach eigenständig.

## Geographie
Der östliche Teil der Gemeinde liegt in einer langgezogenen Ebene am linken Ufer der Reuss. Die Hauptsiedlung Niederwil befindet sich nahe der südlichen Gemeindegrenze, rund einen halben Kilometer vom Fluss entfernt, und ist fast mit dem benachbarten Fischbach-Göslikon zusammengewachsen. Rund anderthalb Kilometer nördlich von Niederwil liegt der etwa halb so grosse Ortsteil Nesselnbach (385 m ü. M.). Nochmals einen Kilometer in ostnordöstlicher Richtung steht an einer Flussbiegung der Reuss das ehemalige Kloster Gnadenthal. Der Wagenrain, ein Höhenzug zwischen Reuss- und Bünztal, bedeckt den westlichen Teil der Gemeinde. Unmittelbar beim Grossmooshau-Hügel an der südwestlichen Gemeindegrenze liegt inmitten des Waldes das Rütermoos, ein Sumpfgebiet. Westlich von Niederwil ist das Gefälle eher flach und wird in Richtung Nesselnbach steiler.
Die Fläche des Gemeindegebiets beträgt 615 Hektaren, davon sind 181 Hektaren mit Wald bedeckt und 99 Hektaren überbaut. Der höchste Punkt befindet sich auf 505 m ü. M. im Grossmooshau, der tiefste auf 350 m ü. M.an der Reuss. Nachbargemeinden sind Stetten im Norden, Künten im Osten, Fischbach-Göslikon im Südosten, Wohlen im Süden, Hägglingen im Westen und Tägerig im Nordwesten.

## Geschichte
Verschiedene Funde deuten darauf hin, dass die Gegend um Niederwil bereits während der Jungsteinzeit besiedelt war. Es wurden auch mehrere Grabhügel aus der Bronzezeit entdeckt und wissenschaftlich untersucht. Zur Zeit der Römer befand sich im heutigen Dorfzentrum ein Gutshof, bestehend aus einem Haupthaus und bis zu zwanzig Nebengebäuden. Die Alamannen zerstörten diese Anlage um das Jahr 350 n. Chr. bei einem Raubzug. Rund drei Jahrhunderte lang war das Gebiet unbewohnt, bis sich die Alamannen endgültig ansiedelten. Die erste urkundliche Erwähnung erfolgte im Jahr 893. In einer Klageschrift des Fraumünsters in Zürich wurde vermerkt, in welchen Orten abgabepflichtige Personen lebten und wie sich diese ihrer Abgabepflicht illegalerweise entzogen hatten. Der Ortsname stammt vom althochdeutschen Wilari und bedeutet «Hofsiedlung», der differenzierende Zusatz ist erstmals im 14. Jahrhundert nachweisbar.
Grösster Lehnsherr von Niederwil war das Kloster Gnadenthal unweit des Dorfes. Der Frauenkonvent entstand 1275, gehörte seit 1394 dem Zisterzienserorden an und war eng mit dem Kloster Wettingen verbunden. Die Habsburger übten die Blutgerichtsbarkeit aus. 1415 eroberten die Eidgenossen den Aargau. Niederwil war Hauptort eines Amtes in den Freien Ämtern, einer gemeinen Herrschaft. 1529 traten sämtliche Einwohner zur Reformation über, mussten aber zwei Jahre später nach dem Zweiten Kappelerkrieg wieder den Katholizismus annehmen.

Luftansicht (1970)

Im März 1798 marschierten die Franzosen in die Schweiz ein und riefen die Helvetische Republik aus. Die Niederwiler wehrten sich zuerst gegen die neue Ordnung. Als am 26. April 1798 bei einem Gefecht etwa ein Dutzend Dorfbewohner ums Leben kamen, brach der Widerstand zusammen. Das Dorf gehörte nun zum Kanton Baden. 1803 kam Niederwil zum neu geschaffenen Kanton Aargau. Durch die Handels- und Gewerbefreiheit begünstigt, verdoppelte sich innerhalb von 30 Jahren die Anzahl der Häuser, die Einwohnerzahl stieg von 600 auf 900. Da aber keine neuen Verdienstmöglichkeiten entstanden waren, verarmten viele Dorfbewohner. Viele von ihnen wanderten in der zweiten Hälfte des 19. Jahrhunderts nach Übersee aus.
Nachdem das Kloster Gnadenthal bereits von 1841 bis 1843 infolge des Aargauer Klosterstreits geschlossen gewesen war, wurde es 1876 während des Kulturkampfes durch einen Beschluss des Aargauer Grossen Rates endgültig aufgehoben. Einige Jahre dienten die Räumlichkeiten als Tabakfabrik, seit 1894 ist dort ein Pflegeheim eingerichtet. Am 1. Januar 1901 wurde die Gemeinde Nesselnbach gegen ihren Willen mit Niederwil fusioniert. Bis 1960 stieg die Einwohnerzahl nur sehr leicht an. Danach folgte, wie in vielen Gemeinden des Bezirks Bremgarten, ein regelrechter Bauboom, begünstigt durch die Nähe zur Stadt Zürich. Allein zwischen 1985 und 1990 zogen mehr als 500 neue Einwohner nach Niederwil.

## Sehenswürdigkeiten

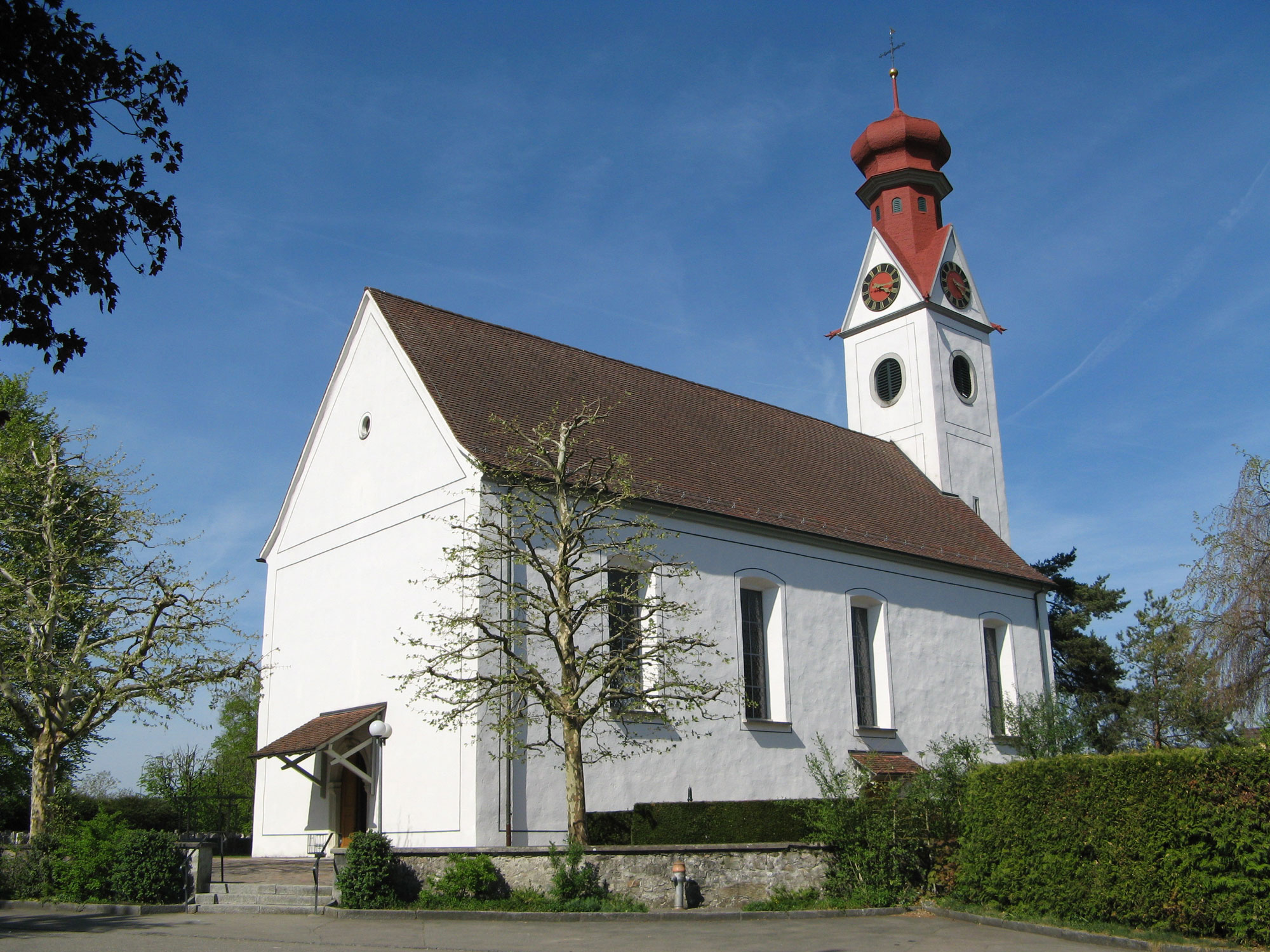
Römisch-katholische Kirche

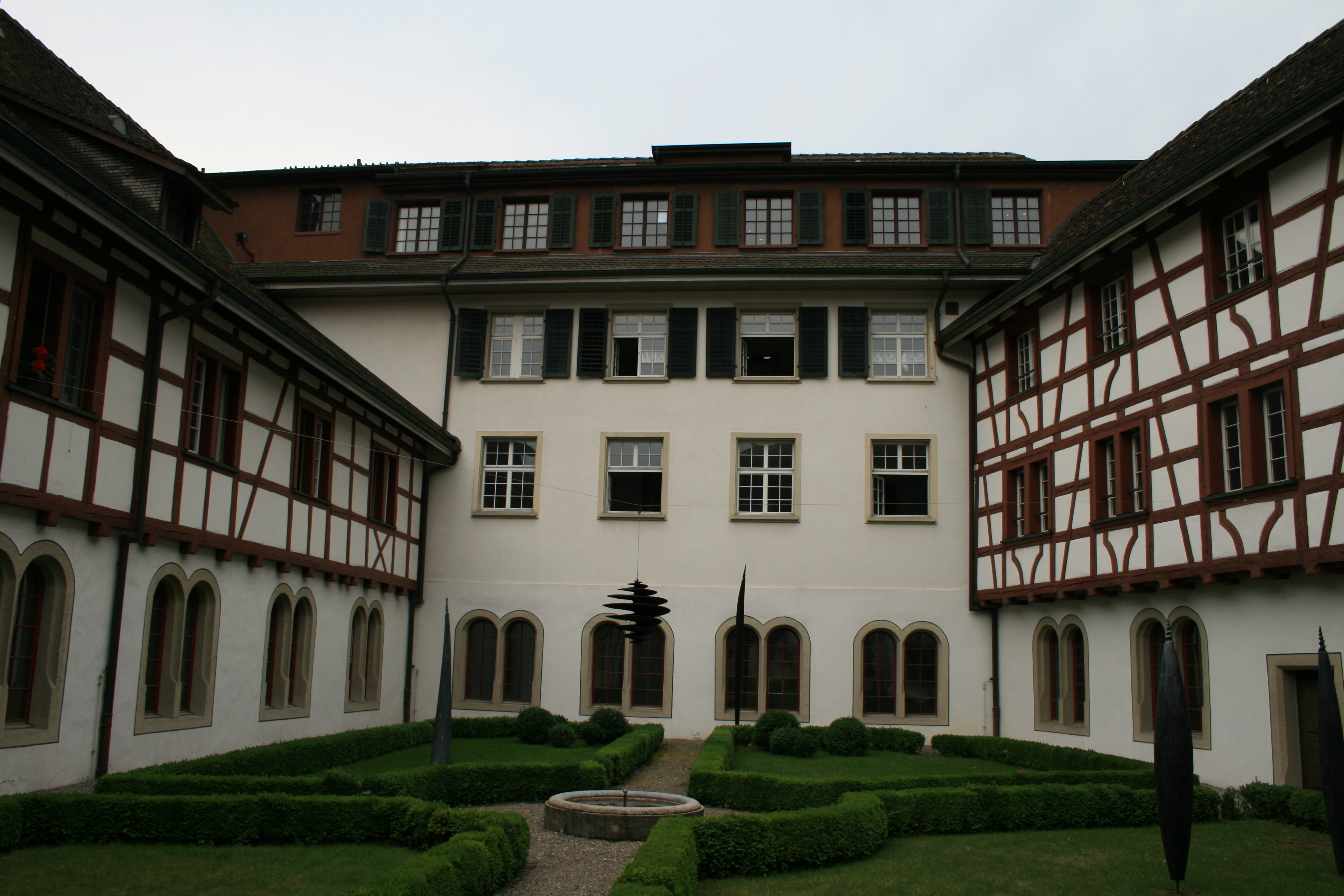
Kloster Gnadenthal

Die überlieferte Geschichte der katholischen Pfarrkirche St. Martin reicht bis ins Jahr 1045 zurück, die Kirche entstand über den Ruinen des römischen Gutshofes. 1690/91 erfolgte ein vollständiger Neubau als ländlich-barocke Saalkirche. Markantestes äusseres Merkmal ist der Zwiebelturm. Ältester Profanbau des Dorfes ist die 1571 erbaute Alte Mühle, ein gedrungener Mauerbau mit Satteldach.
Sehenswert ist das an der Reuss gelegene ehemalige Zisterzienserinnenkloster Gnadenthal, mit spätbarocker Kirche und Kreuzgang. Dem Kloster angegliedert ist ein Pflegeheim, das auch einen kleinen Tierpark besitzt.

## Wappen
Die Blasonierung des Gemeindewappens lautet: «Durch rot-weiss geschachteten Balken geteilt von Rot mit zwei weissen Schrägbalken und von Grün mit weissem Fluss.» Das heute verwendete Wappen wurde 1953 eingeführt und besteht aus drei Teilen. Im oberen Drittel symbolisieren die roten und weissen Schrägbalken die Herren von Wil, ein Adelsgeschlecht, das im Mittelalter in Niederwil Lehnsherr war. Im mittleren Drittel ist ein rot-weiss karierter Stab zu sehen. Er symbolisiert den Zisterzienserorden, zu dem das Kloster Gnadenthal einst gehörte. Das untere Drittel zeigt einen Bach, der durch ein grünes Feld fliesst. Dieses Symbol repräsentiert Nesselnbach.

## Bevölkerung
Die Einwohnerzahlen entwickelten sich wie folgt:
| Jahr      | 1850 | 1900 | 1930 | 1950 | 1960 | 1970 | 1980 | 1990 | 2000 | 2010 | 2020 |
| Einwohner | 978  | 801  | 939  | 1102 | 1192 | 1484 | 1631 | 2131 | 2471 | 2367 | 2863 |

Am 31. Dezember 2023 lebten 3042 Menschen in Niederwil, der Ausländeranteil betrug 19,3 %. Bei der Volkszählung 2015 bezeichneten sich 47,0 % als römisch-katholisch und 22,2 % als reformiert; 30,8 % waren konfessionslos oder gehörten anderen Glaubensrichtungen an. 92,7 % gaben bei der Volkszählung 2000 Deutsch als ihre Hauptsprache an, 2,0 % Albanisch, 1,9 % Italienisch, 0,7 % Serbokroatisch sowie je 0,6 % Französisch und Englisch.

## Politik und Recht
Die Versammlung der Stimmberechtigten, die Gemeindeversammlung, übt die Legislativgewalt aus. Ausführende Behörde ist der fünfköpfige Gemeinderat. Er wird im Majorzverfahren vom Volk gewählt, seine Amtsdauer beträgt vier Jahre. Der Gemeinderat führt und repräsentiert die Gemeinde. Dazu vollzieht er die Beschlüsse der Gemeindeversammlung und die Aufgaben, die ihm vom Kanton zugeteilt wurden. Für Rechtsstreitigkeiten ist in erster Instanz das Bezirksgericht Bremgarten zuständig. Niederwil gehört zum Friedensrichterkreis VI (Wohlen).

## Wirtschaft
In Niederwil gibt es gemäss der im Jahr 2015 erhobenen Statistik der Unternehmensstruktur (STATENT) rund 1300 Arbeitsplätze, davon 5 % in der Landwirtschaft, 30 % in der Industrie und 65 % im Dienstleistungssektor. Grösster Betrieb ist das Pflegeheim Reusspark beim Kloster Gnadenthal, ansonsten sind kleine und mittlere Unternehmen vorherrschend. Zahlreiche erwerbstätige Einwohner sind Wegpendler, die in der näheren Umgebung (Wohlen, Bremgarten) oder in der Agglomeration Zürich arbeiten.

## Verkehr
Niederwil liegt am Schnittpunkt zweier bedeutender Strassen, von Wohlen nach Baden sowie von Bremgarten nach Brugg. Der Durchgangsverkehr in Süd-Nord-Richtung wird am Dorf vorbeigeführt. Bei Gnadenthal überquert eine Brücke die Reuss. Das 1909 erbaute, einspurig befahrbare Bauwerk musste abgerissen werden und wurde 2016 durch eine zweispurige Brücke ersetzt.
Niederwil und Nesselnbach werden durch zwei Postautolinien an das Netz des öffentlichen Verkehrs angebunden, vom Bahnhof Wohlen über Stetten zum Bahnhof Mellingen Heitersberg sowie von Bremgarten über Mellingen zum Bahnhof Baden. An Wochenenden verkehrt ein Nachtbus von Baden über Mellingen nach Bremgarten.

## Bildung
Niederwil verfügt über einen Kindergarten sowie zwei Schulhäuser, in denen die Primarschule, die Realschule und die Sekundarschule unterrichtet werden. Die Bezirksschule kann in Wohlen, Bremgarten oder Mellingen besucht werden. Das nächstgelegene Gymnasium ist die Kantonsschule Wohlen.